# Jeansagnière
Jeansagnière ist eine Ortschaft und eine Commune déléguée in der französischen Gemeinde Chalmazel-Jeansagnière mit 95 Einwohnern (Stand: 1. Januar 2022) im Département Loire in der Region Auvergne-Rhône-Alpes. 

## Geographie
Jeansagnière liegt rund 54 Kilometer nordwestlich von Saint-Étienne am östlichen Rand des Regionalen Naturparks Livradois-Forez (frz.: Parc naturel régional du Livradois-Forez) im Tal des Lignon du Forez. Jeansagniére liegt am Fuß der Gebirgskette Monts du Forez und deren höchstem Berg Pierre-sur-Haute.

## Geschichte
Seit 1. Januar 2016 ist Jeansagnière Teil der Gemeinde Chalmazel-Jeansagnière. Die Gemeinde Jeansagnière gehörte zuvor zum Arrondissement Montbrison und zum Kanton Boën-sur-Lignon.

## Bevölkerungsentwicklung
| Jahr                       | 1962 | 1968 | 1975 | 1982 | 1990 | 1999 | 2006 | 2017 |
| Einwohner                  | 256  | 208  | 153  | 138  | 119  | 103  | 89   | 95   |
| Quellen: Cassini und INSEE |      |      |      |      |      |      |      |      |